# 東安寺
東安寺（とうあんじ）は、福島県福島市早稲町にある曹洞宗の寺院。山号は宝雲山。

## 概要
以前は別の宗派の寺院として開山。後に曹洞宗の僧を招き再興したとされる。

## 寺紋

ひのまるおうぎ 日の丸扇

## 所在地
所在地
- 福島県福島市早稲町9番15号

交通
- 鉄道
  - 福島駅（JR東日本・阿武隈急行・福島交通）徒歩で6分